# Hội đồng cấp Nhà nước xét tặng danh hiệu “Nghệ sĩ Nhân dân”, “Nghệ sĩ Ưu tú” tại Việt Nam
Hội đồng cấp Nhà nước xét tặng danh hiệu "Nghệ sĩ Nhân dân", "Nghệ sĩ Ưu tú" tại Việt Nam là một hội đồng ở Việt Nam có nhiệm vụ giúp Thủ tướng Chính phủ nước Cộng hòa xã hội chủ nghĩa Việt Nam tổ chức xem xét, lựa chọn những nghệ sĩ đủ tiêu chuẩn, đệ trình cho Thủ tướng để Thủ tướng đề nghị Chủ tịch nước Việt Nam quyết định trao tặng danh hiệu Nghệ sĩ Nhân dân, Nghệ sĩ Ưu tú. Hội đồng tiến hành thảo luận và bỏ phiếu kín đối với từng nghệ sĩ được đề nghị. Nếu một nghệ sĩ nhận được ít nhất 90% số phiếu đồng ý từ các thành viên hội đồng thì nghệ sĩ đó được chọn đề đề nghị Chủ tịch nước phong tặng Danh hiệu Nghệ sĩ nhân dân, Nghệ sĩ ưu tú. Hội đồng cấp Nhà nước do Thủ tướng Chính phủ quyết định thành lập, Chủ tịch Hội đồng là Bộ trưởng Bộ Văn hóa, Thể thao và Du lịch, các Phó chủ tịch là Lãnh đạo Ban Thi đua - Khen thưởng Trung ương, Bộ Nội vụ Việt Nam và lãnh đạo Bộ Văn hóa, Thể thao và Du lịch, và các ủy viên Hồ sơ trước khi trình lên Hội đồng cấp Nhà nước phải thông qua Hội đồng chuyên ngành cấp Nhà nước.

## Phân cấp Hội đồng
Hội đồng xét tặng danh hiệu "Nghệ nhân nhân dân", "Nghệ nhân ưu tú" được thành lập theo 3 cấp:
1. Hội đồng cấp tỉnh
2. Hội đồng chuyên ngành cấp Bộ
3. Hội đồng cấp Nhà nước

Quy trình xét duyệt theo cấp hội đồng, bắt đầu từ Hội đồng cấp tỉnh. Hội đồng cấp tỉnh gửi hồ sơ lên Hội đồng chuyên ngành cấp Bộ. Hội đồng chuyên ngành cấp Bộ gửi hồ sơ lên Hội đồng cấp Nhà nước. Hội đồng cấp Nhà nước sẽ trình Thủ tướng Chính phủ Việt Nam một bản danh sách duy nhất các cá nhân đạt ít nhất 90% số phiếu đồng ý trên tổng số thành viên Hội đồng này.

## Danh sách thành viên Hội đồng

### Lần thứ 9 năm 2018
Chiều ngày 2 tháng 7 năm 2018, 5 Hội đồng chuyên ngành cấp Nhà nước của các lĩnh vực Âm nhạc, Điện ảnh, Múa, Phát thanh - Truyền hình và Sân khấu đã họp, xem xét 105 hồ sơ đề nghị xét tặng danh hiệu Nghệ sĩ nhân dân và 359 hồ sơ đề nghị xét tặng danh hiệu Nghệ sĩ ưu tú do 48 hội đồng cấp bộ, tỉnh gửi lên. Kết quả, Hội đồng đã bỏ phiếu và chọn ra được 77 hồ sơ đề nghị xét tặng danh hiệu Nghệ sĩ nhân dân và 303 hồ sơ đề nghị xét tặng danh hiệu Nghệ sĩ ưu tú. Hội đồng chuyên ngành cấp Nhà nước đăng công khai danh sách và nhận ý kiến nhân dân từ ngày 3 đến ngày 11 tháng 7 năm 2018 trước khi gửi lên Hội đồng cấp Nhà nước.
Danh sách thành viên:
1. NSND Hoàng Dũng, lĩnh vực Sân khấu[10]

### Lần thứ 8 năm 2015
- Chủ tịch: Hoàng Tuấn Anh, Bộ trưởng Bộ Văn hóa, Thể thao và Du lịch[1]
- Phó Chủ tịch thường trực: Lê Khánh Hải, Thứ trưởng Bộ Văn hóa, Thể thao và Du lịch[1]
- Phó Chủ tịch: Vương Văn Đỉnh, Phó Trưởng ban Ban Thi đua - Khen thưởng Trung ương[1]
- Các ủy viên:[11]

1. Nguyễn Thế Kỷ, Phó Trưởng ban Ban Tuyên giáo Trung ương
2. Nguyễn Khắc Định, Phó Chủ nhiệm Văn phòng Chính phủ
3. Trương Minh Tuấn, Thứ trưởng Bộ Thông tin và Truyền thông
4. Nguyễn Đăng Tiến, Tổng Giám đốc Đài Tiếng nói Việt Nam
5. Lâm Kiết Tường, Phó Tổng Giám đốc Đài Truyền hình Việt Nam
6. Lê Văn Đệ, Trung tướng, Phó Tổng cục trưởng Tổng cục Chính trị Bộ Công an
7. Lương Hồng Quang, Vụ trưởng Vụ Thi đua - Khen thưởng Văn phòng Chủ tịch nước
8. Phùng Huy Cẩn, Vụ trưởng Vụ Thi đua, Khen thưởng, Bộ Văn hóa, Thể thao và Du lịch
9. Nguyễn Phương Diện, Thiếu tướng, Phó Cục trưởng Cục Tuyên huấn, Tổng cục Chính trị, Bộ Quốc phòng
10. Đỗ Kim Cuông, Phó Chủ tịch Liên hiệp các Hội Văn học, Nghệ thuật Việt Nam
11. Lê Tiến Thọ, Chủ tịch Hội Nghệ sĩ Sân khấu Việt Nam, Nghệ sỹ Nhân dân
12. Chu Thúy Quỳnh, Chủ tịch Hội Nghệ sĩ Múa Việt Nam, Nghệ sỹ Nhân dân
13. Đặng Xuân Hải, Chủ tịch Hội Điện ảnh Việt Nam, Nghệ sỹ Nhân dân
14. Đỗ Hồng Quân, Chủ tịch Hội Nhạc sĩ Việt Nam, Nhạc sĩ
15. Trần Ngọc Giàu, Chủ tịch Hội Nghệ sĩ Sân khấu Thành phố Hồ Chí Minh, Nghệ sỹ Nhân dân, Đạo diễn
16. Hoàng Tiến Dũng (Hoàng Dũng), Giám đốc Nhà hát Kịch Hà Nội, Nghệ sỹ Nhân dân
17. Bùi Gia Tường, Nguyên Cục trưởng Cục Nghệ thuật biểu diễn, Nghệ sỹ Nhân dân, Giáo sư, Nhạc sĩ
18. Nguyễn Quang Thọ, Nguyên Trưởng Khoa Thanh nhạc, Học viện Âm nhạc quốc gia Việt Nam, Nghệ sỹ Nhân dân
19. Lê Ngọc Cường, Nguyên Cục trưởng Cục Nghệ thuật biểu diễn, Nguyên Phó Chủ tịch Thường trực Hội Nghệ sĩ Múa Việt Nam, Nghệ sỹ Nhân dân
20. Nguyễn Lương Đức, Ủy viên Hội đồng Trung ương thẩm định Phim ngắn, Nghệ sỹ Nhân dân, Đạo diễn điện ảnh
21. Nguyễn Trà Giang, Nghệ sỹ Nhân dân, Diễn viên điện ảnh
22. Nguyễn Thị Phương Hoa, Nguyên Đạo diễn Trung tâm Sản xuất Phim Truyền hình, Đài Truyền hình Việt Nam, Nghệ sỹ Nhân dân.

### Lần thứ 7 năm 2012
Ngày 3 tháng 2 năm 2012, Thủ tướng Chính phủ Việt Nam kí quyết định số 140/QĐ-TTg thành lập Hội đồng cấp Nhà nước xét tặng danh hiệu "Nghệ sĩ Nhân dân", "Nghệ sĩ Ưu tú" lần thứ 7, gồm có các thành viên sau:
- Chủ tịch: Hoàng Tuấn Anh, Bộ trưởng Bộ Văn hóa, Thể thao và Du lịch
- Phó Chủ tịch Thường trực: Lê Khánh Hải, Thứ trưởng Bộ Văn hóa, Thể thao và Du lịch
- Phó Chủ tịch: Nguyễn Thế Kỷ, Tiến sĩ, Phó Trưởng Ban Tuyên giáo Trung ương
- Các thành viên:

1. Nguyễn Chí Thành, Tiến sĩ, Vụ trưởng Vụ Thi đua - Khen thưởng, Văn phòng Chủ tịch nước
2. Vương Văn Đỉnh, Ủy viên Hội đồng Thi đua - Khen thưởng Trung ương, Phó Trưởng ban Ban Thi đua - Khen thưởng Trung ương
3. Đỗ Kim Cuông, Nhà văn, Phó Chủ tịch Thường trực Ủy ban toàn quốc Liên hiệp các Hội Văn học nghệ thuật Việt Nam
4. Nguyễn Hải Anh, Vụ trưởng Vụ Thi đua - Khen thưởng, Bộ Văn hóa, Thể thao và Du lịch
5. Trần Luân Kim, Tiến sĩ, nguyên Chủ tịch Hội Điện ảnh Việt Nam
6. Lê Đại Chức, Nghệ sĩ Ưu tú, Đạo diễn, Phó Chủ tịch Thường trực Hội Nghệ sĩ Sân khấu Việt Nam
7. Chu Thúy Quỳnh, Nghệ sĩ nhân dân, Chủ tịch Hội Nghệ sĩ Múa Việt Nam, Giải thưởng Nhà nước về văn học, nghệ thuật năm 2001
8. Đỗ Hồng Quân, Nhạc sĩ, Chủ tịch Hội Nhạc sĩ Việt Nam, Phó Chủ tịch Liên hiệp các Hội Văn học nghệ thuật Việt Nam
9. Lê Ngọc Nam, Thiếu tướng, Phó Tổng cục trưởng Tổng cục Xây dựng lực lượng Công an nhân dân, Bộ Công an
10. Nguyễn Tuấn Dũng, Trung tướng, Phó Giáo sư, Tiến sĩ, Phó Chủ nhiệm Tổng cục Chính trị, Bộ Quốc phòng
11. Đỗ Quý Doãn, Thứ trưởng Bộ Thông tin và Truyền thông
12. Lâm Kiết Tường, Phó Tổng Giám đốc Đài Truyền hình Việt Nam
13. Nguyễn Đăng Tiến, Tổng Giám đốc Đài Tiếng nói Việt Nam
14. Nguyễn Huy Thành, Nghệ sĩ nhân dân, Đạo diễn, nguyên Chủ tịch Hội Điện ảnh thành phố Hồ Chí Minh, Giải thưởng Nhà nước về văn học, nghệ thuật năm 2007, chuyên gia
15. Lê Hùng, Nghệ sĩ nhân dân, Giám đốc Nhà nước Kịch Việt Nam và Nhà hát Tuổi trẻ, Bộ Văn hóa, Thể thao và Du lịch, chuyên gia
16. Doãn Châu, Nghệ sĩ nhân dân, nguyên Giám đốc Nhà hát Kịch Việt Nam, Bộ Văn hóa, Thể thao và Du lịch, chuyên gia
17. Ứng Duy Thịnh, Tiến sĩ, Nghệ sĩ nhân dân, Phó Chủ tịch Hội Nghệ sĩ Múa Việt Nam, Giải thưởng Nhà nước về văn học, nghệ thuật năm 2001, chuyên gia
18. Trần Quý, Nghệ sĩ nhân dân, nguyên Giám đốc Nhà hát Ca, Múa, Nhạc Việt Nam, Bộ Văn hóa, Thể thao và Du lịch, Giải thưởng Nhà nước về văn học, nghệ thuật năm 2007, chuyên gia
19. Phan Huỳnh Điểu, Nhạc sĩ, nguyên Ủy viên Thường vụ Ban chấp hành Hội Nhạc sĩ Việt Nam, Giải thưởng Hồ Chí Minh về văn học, nghệ thuật năm 2000, chuyên gia
20. Nguyễn Khải Hưng, Nghệ sĩ nhân dân, Đạo diễn, nguyên Giám đốc Trung tâm sản xuất Phim Truyền hình, Đài Truyền hình Việt Nam, chuyên gia

## Đánh giá
| “                                  | ...Điều kiện nghệ sĩ sau khi nhận danh hiệu nghệ sĩ ưu tú phải có huy chương vàng mới được xét tặng nghệ sĩ nhân dân...là điều bất hợp lý | ” |
| — Nguyễn Phương Liên, Báo Nhân dân | |   |